# Сант'Арканђело (Перуђа)
Сант'Арканђело је насеље у Италији у округу Перуђа, региону Умбрија.
Према процени из 2011. у насељу је живело 967 становника. Насеље се налази на надморској висини од 272 м.